# منتخب بلجيكا لكرة القاعدة
منتخب بلجيكا الوطني لكرة القاعدة (بالفرنسية: Équipe de Belgique de baseball)‏ هو ممثل بلجيكا الرسمي في المنافسات الدولية في كرة القاعدة .

## وصلات خارجية
- الموقع الرسمي